# エスト (化粧品)
エスト（est）とは、花王が百貨店限定で発売している女性向け化粧品ブランドである。

## 概要
発売は2000年（平成12年）で、当初はスキンケア化粧品のみだったが、後にベースメイクアイテムを追加、2007年11月にはメイクアップアイテム・化粧道具が加わり、一つのブランドでスキンケアからメイクまで幅広く対応するブランドとなった。また、からだ用日焼け止めも発売されているほか、2013年（平成25年）11月からはハンドクリームも発売されている。
2017年（平成29年）9月に"essence of SOFINA technology"を明記してソフィーナ内のブランドへ移行するリステージが行われ、「ザ ローション」、「ザ エマルジョン」、「ザ プロテクション」の3品目には「SOFINA」のロゴが入るようになった。
2019年（令和元年）11月にはメーカー希望小売価格を1万円以上に設定された朱色のデザインの「高付加価値ライン」の発売を機に「Together Growing Beauty」を掲げ、再びリステージされた。
日本だけでなく、韓国やシンガポールでも展開されており、2020年春からは中国や香港でも展開が予定されている。

## 製品一覧

### スキンケア
メイク落とし
- クレンジングエッセンス オイル - 2018年8月発売。同時期に製造終了となった「クレンジングオイル リファインド」の後継製品で、希望小売価格が値下げされた（本体価格 4,000円 → 3,500円）。
- クレンジングエッセンス エンリッチド - 2009年8月発売、2012年6月にチューブタイプ（150g）を追加発売。2018年8月（ジャータイプは同年秋）に保湿成分として「ATPスピラル（ヒバマタエキス、月下香培養エキス(チューベローズ多糖体)、グリセリン）」を配合するリニューアルが行われ、チューブタイプは内容量と希望小売価格が変更された（税抜価格 150g/3,800円 → 120g/3,000円）。

洗顔料
- エッセンスウォッシュ - 2018年8月発売

土台美容液
- セラム ワン【医薬部外品】 - 2019年11月発売。つけかえ用の「レフィル」も設定されている。2021年2月には「レフィル」に既存（90g）の2倍量となる180g入りが追加発売された。

ローション状美容液/化粧水
- G.P.コンディショニングセラム - 2019年11月発売。ローション状セラム。つけかえ用の「レフィル」も設定されている。発売当初は「モイスチャライジング」・「リフトモイスト」・「ルーセント」の3タイプだったが、2020年2月にL-アスコルビン酸 2-グルコシドを美白有効成分として配合した「ホワイトニング【医薬部外品】」が追加発売され、4タイプとなった。
- ザ ローション - 2017年9月発売。つめかえ用（ボトルタイプ）の「レフィル」も設定されている。

エマルジョン状美容液/乳液
- G.P.エンリッチドセラム - 2019年11月発売。エマルジョン状セラム。つけかえ用の「レフィル」も設定されている。「モイスチャライジング」・「リフトモイスト」・「ルーセント」の3タイプだったが、2020年2月にカモミラETを美白有効成分として配合した「ホワイトニング【医薬部外品】」が追加発売され、4タイプとなった。
- ザ エマルジョン - 2017年9月発売。つけかえ用の「レフィル」も設定されている。
- ザ エマルジョン<美白>【医薬部外品】 - 2017年9月発売。つけかえ用の「レフィル」も設定されている。

日中用乳液/UV乳液
- UVプロテクトセラム - 2020年2月発売。日中用美容液。
- ザ プロテクション SPF30・PA++++ - 2017年9月発売。
- ザ プロテクション SPF50+・PA++++【医薬部外品】 - 2017年9月発売。「W-I」、「W-II」、「W-III」の3種類があり、「W-I」と「W-II」はボトル入り、「W-III」はチューブ入りである。

美容液/クリーム
- リンクル ソリューション プラス【医薬部外品】- 2019年10月発売。シワ改善美容液
- アドバンスドエッセンス リフトサポート - 2014年8月発売。全顔用ハリ対策美容液
- ザ クリーム TR - 2018年11月発売。エイジングケアクリーム（スパチュラ同梱）。つけかえ用の「レフィル」も設定されている。
- アクティベート コンセントレートクリーム - 2007年10月発売。総合美容クリーム。

美白
- ホワイトニングエフェクト アドバンスドエッセンス【医薬部外品】 - 2016年3月発売。美白美容液

マッサージ
- アクティベートサーキュレーター - 2011年3月発売。マッサージ美容液（洗顔可能タイプ）。
- ホワイトニングエステ【医薬部外品】 - 2015年4月発売。薬用美白マッサージパック（洗顔可能タイプ）。
- スキンアライブマッサージ - 2008年4月発売。マッサージ美容液（洗顔可能タイプ）。
- エターナルフロー マッサージ - 2008年9月発売。マッサージクリーム（洗い流さないタイプ）。

マスク
- ザ ローション マスク - 2018年12月発売。1セット入と5セット入がある。

日やけ止め
- ホワイトUVプロテクター（SPF50+/PA+++）【医薬部外品】 - 2009年2月発売

ハンドケア
- ホワイトニングハンドクリーム【医薬部外品】 - 2013年11月発売

バイオミメシス ヴェール
当初は花王直営店の「BEAUTY BASE by Kao」と関東・関西の百貨店6店舗での先行発売となる。
- バイオミメシス ヴェールエフェクター - 2019年12月発売。夜の最後に使用する美容液。つけかえ用の「レフィル」も設定されている。
- バイオミメシス ヴェールデュフューザー - 2019年12月発売。「バイオミメシス ヴェールポーション」とセットで使用する高性能小型機器。本品はパナソニック アプライアンス社と共同開発[3]された製品で、EH-ZKH01[4]の型番が別に付与されている。また、メーカー希望小売価格が5万円（消費税別）と、「エスト」の中で一番値段が高い製品である。
- バイオミメシス ヴェールポーション - 2019年12月発売。「ヴェールディフューザー」にセットして使用する極薄ヴェール液（化粧液）。就寝前に使用し、翌朝ヴェールをはがす。
- バイオミメシス ヴェールアプリケーター - 2020年9月発売。目元や口元などの細かい部位へヴェールを貼り付けるための専用アプリケーター（化粧道具）。

### ベースメイクアップ
化粧下地
- ロングラスティング プライマー（SPF17/PA++） - 2020年2月に「ロングラスティングベース（SPF20/PA++）」をリニューアル。
- モイストラスティング プライマー（SPF23/PA++） - 2019年11月発売。同時期に製造終了となった「モイストラスティングベース（SPF15/PA++）」の後継製品。

ファンデーション
- ザ グローイング クリームメイクアップ（SPF18/PA++） - 2019年11月発売
- パウダーファンデーション シルキースムース（SPF22/PA+++） - 2015年3月発売。2020年2月に使用感・仕上がり感を向上し、SPF値・PA値を変更する（SPF25/PA++ → SPF22/PA+++）リニューアルが行われた。
- ラスティング グロウ リキッドファンデーション - 2021年2月発売。
- クリームファンデーション エッセンスモイスト（SPF25/PA++） - 2014年9月発売

おしろい
- ロングラスティング ルースパウダー - 2013年3月発売。当初は「ルーセント」のみだったが、同年9月に「パール」が追加発売され、2種類がラインナップされている。2021年2月にリニューアルされ、外箱やボトルのフタがブラウンに変更された。
- ブライトニング プレストパウダー - 2020年2月に2005年の3月からのロングセラー製品となっていた「クリスタルドレスパウダー」をリニューアル。既存の「ロングラスティングパール」と同様に「ルーセント」と「パール」の2種展開となった。

コンシーラー
- ナチュラル フィット コンシーラー - 2020年7月発売。3色（ライトカラー・ミディアムカラー・ダークカラー）を混ぜて使用するパレットタイプ。太さが異なる2種類のブラシ（太・細）が付く。
- ブライトニング コンシーラー - 2019年11月発売。ブラシタイプ。
- クリアアップコンシーラースティック（SPF30/PA++） - 2007年2月発売

### メイクアップ
リップメイク
- エモーショナルオーラ リップス - 2007年11月発売。口紅（スティックタイプ）。
- アドバンスド リップス - 2008年7月発売。口紅（液状タイプ）。2019年7月に新色2色を追加発売（同時期に既存色2色が製造終了となる）。
- ライブリッシュ リップベース - 2010年7月発売。口紅下地
- リップライナー - 2007年11月発売。

アイメイク
- エモーショナルマルティプル アイズ - 2009年1月発売。2019年7月に新色2色を追加発売（同時期に既存色2色が製造終了となる）。
- ビューティファイング マスカラ - 2019年7月発売。同時期に製造終了となった「ダブルサイドマスカラ（2008年7月発売）」の後継製品。
- リキッドアイライナー - 2007年11月発売
- アイブロウペンシル - 2013年1月発売
- アイブロウパウダーチップ - 2013年1月発売

チーク
- グラデーション パフ チークス - 2011年8月発売
- エモーショナルオーラ チークス - 2010年1月発売

メイクアップツール
- リップブラシ - 2007年11月発売
- ポイントメイクアップリムーバー - 2007年11月発売。2層タイプのポイントメイク落とし。